# Brachydesmus talyschanus
Brachydesmus talyschanus är en mångfotingart som beskrevs av Hans Lohmander 1936. Brachydesmus talyschanus ingår i släktet Brachydesmus och familjen plattdubbelfotingar. Inga underarter finns listade i Catalogue of Life.